# 小柴満信
小柴 満信（こしば みつのぶ、1955年11月9日 - ）は、日本の経営者。JSR株式会社代表取締役社長、代表取締役会長、名誉会長、経済同友会副代表幹事を歴任。東京都出身。

## 経歴
1974年（昭和49年）東京都立富士高等学校卒業。1980年（昭和55年）千葉大学大学院工学研究科修士課程修了。1980年（昭和55年）10月～1981年（昭和56年）6月、米国ウィスコンシン大学大学院材料科学科在籍。
1981年（昭和56年）日本合成ゴム株式会社（現：JSR株式会社）入社、1990年（平成2年）、JSR Micro, Inc.出向（当時:UCB－JSR ELECTRONICS, INC.）。半導体材料事業拠点設立のため米シリコンバレーに赴任。モトローラ、IBM、インテル等との関係を構築。2002年（平成14年）理事 電子材料事業部電子材料第一部長。2003年（平成15年）理事 電子材料事業部長兼電子材料部長、2004年（平成16年）取締役 電子材料事業部長。2006年（平成18年） 常務取締役 電子材料事業部長。2008年（平成20年）専務取締役。2009年（平成21年）4月1日、代表取締役社長就任。2019年（令和元年）6月18日、代表取締役会長就任。2019年（令和元年）6月27日、出光興産取締役就任。2020年（令和2年） 6月17日、JSR株式会社取締役会長。
2021年（令和3年）3月1日、ZホールディングスとLINE株式会社の経営統合に伴いAホールディングス株式会社社外取締役に就任した。同年6月17日、JSR株式会社名誉会長。2023年6月30日付で名誉会長を退任。

## 人物
2019年（令和元年）12月4日、 国際半導体製造装置材料協会ボブ・グラハム記念SEMI セールス・アンド・マーケティング・エクセレンス賞を受賞した。特定のお客のニーズにとにかく応え続けるという、「One-on-One」ビジネスなどを経営に取り入れている。

## 委員歴
- 2013年（平成25年） - 合成ゴム工業会会長[12]
- 2019年（平成31年）2月5日 - 合成ゴム工業会会長[13]
- 2019年（平成31年）4月26日 - 経済同友会副代表幹事[14]